# Charles Wheatstone
Charles Wheatstone (Gloucester, 1802. február 6. – Párizs, 1875. október 19.) angol fizikus, feltaláló. A viktoriánus korszak híres feltalálója. Találmányai között van az angol harmonika, a sztereoszkóp (háromdimenziós képek bemutatására szolgáló eszköz), a Playfair számjegy (egy titkosírási technika) és a távíró. Legismertebb a Wheatstone-híd fejlesztésében való közreműködése, ami az ő nevét viseli. Felfedezései és találmányai hozzájárultak az optika, az akusztika, az elektromosság és a távírás fejlődéséhez. Az elektrotechnika úttörőjeként tartják számon.

## Korai évek
Családja zenei művekkel és hangszerekkel kereskedett. Édesapja fuvolatanárként is működött. Charles második gyermek volt a családban. Falusi iskolába járt Gloucester mellé, majd később több londoni intézményben is folytatott tanulmányokat. Közülük az egyik Kenningtonban volt, ahol már korán felismerték tehetségét és gyors fejlődését. Szégyenlős és érzékeny fiú volt, szeretett visszavonulni saját gondolataival.
Tizennégy éves kora körül nagybátyja tanította, aki hangszereket gyártott és adott el Londonban (ilyen volt például a Wheatstone harmonika). Neki azonban kevésbé volt érzéke a kézművességhez és az üzlethez, jobban szeretett könyveket olvasni és tanulni. Apja bátorította őt ebben, és elhozta nagybátyjától.
Tizenöt éves korára francia verseket fordított és két dalt is írt, melyek közül az egyiket odaadta a nagybátyjának, aki kiadta a költeményt anélkül, hogy tudta volna, hogy az unokaöccse műve. Lírai alkotásának néhány sorát Bartolozzi is felhasználta egy vésete mottójául. Fiatalon gyakran látogatott meg egy öreg könyv-standot Pall Mall szomszédságában, ami akkoriban egy düledező és burkolatlan főútvonal volt. Zsebpénze legnagyobb részét olyan könyvek vásárlására költötte, amik megragadták a képzeletét, legyen az tündérmese, történelem vagy tudomány. Egyik nap a könyvkereskedő meglepetésére olyan könyvet akart venni, ami Alessandro Volta elektromosságról szóló felfedezéseiről szólt. Elkezdte olvasni a kötetet és a bátyja, William segítségével megismételte a könyvben leírt kísérleteket.
Nyilvánosság előtt halk és tartózkodó volt, bizalmas körben viszont bőbeszédű embernek ismerték.

## Munkássága

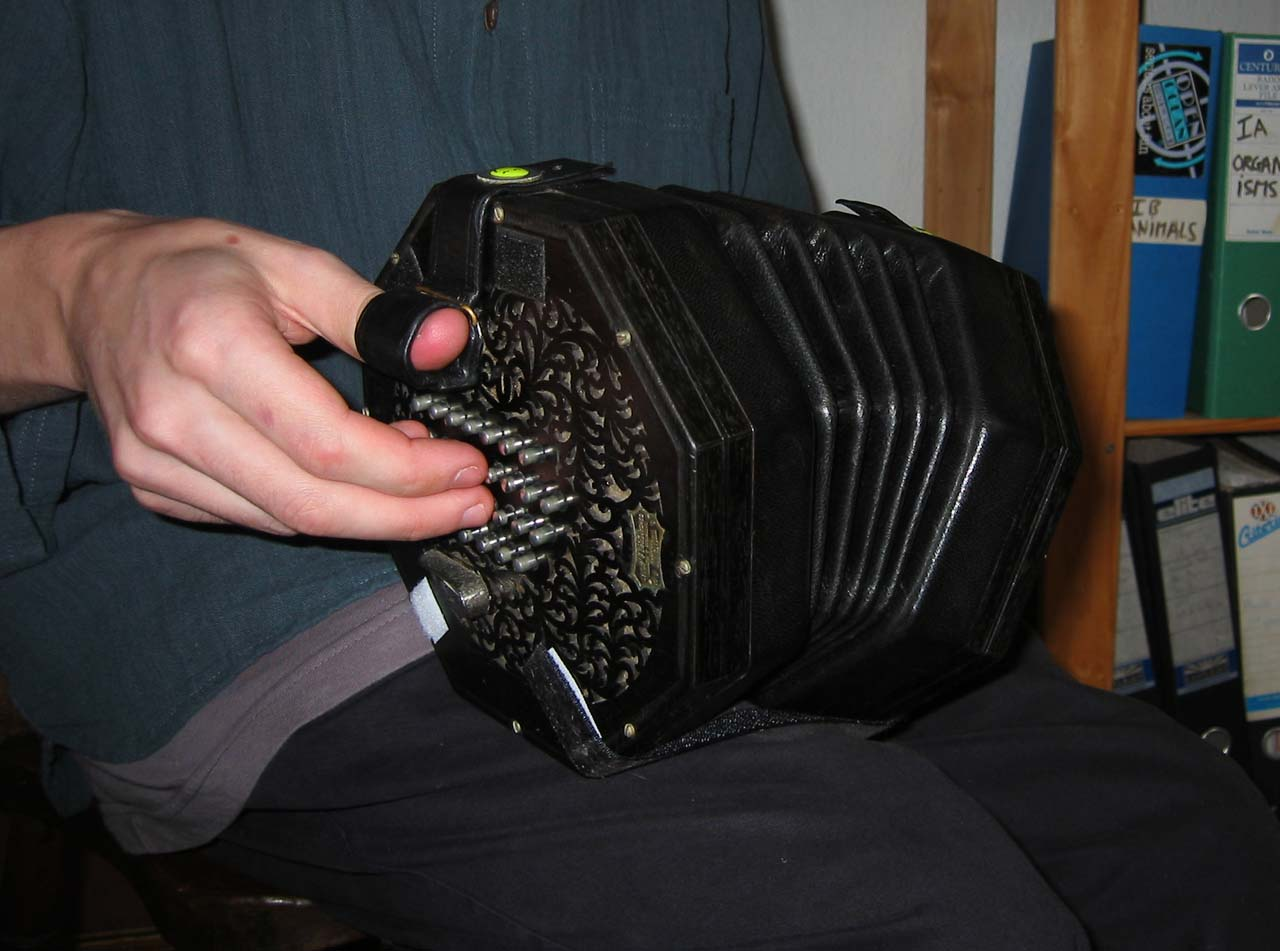
Angol harmonika

Londonban hangszerfejlesztéssel és -készítéssel kezdte pályafutását. 21 évesen önálló műhelyt nyitott Londonban, emellett akusztikát és optikát tanult. Hangszerkészítőként először hangtannal foglalkozott. 1829-ben megépítette a concertina nevű harmonikát, de csak 1844-ben kért rá szabadalmat. Feltalálta a kaleidophont, ami a hangrezgést vizuálisan demonstrálta.
Későbbi éveiben a tudománynak élt, csak ritkán foglalkozott zenével. 1833-ban továbbfejlesztette a Chladni-féle, rezgő lemezeken kialakult porábrák elméletét. Készített hullámgépet és foglalkozott optikával is, különösen a plasztikus látás feltételeit kutatta. 1834-ben felfedezéseinek és találmányainak elismeréseként a londoni King's College kísérleti fizika professzorává nevezték ki. 1835-ben a színképelemzésben kimutatta, hogy a szikrakibocsátások spektrumai fémenként eltérőek, a szikra színképe jellemzi azokat a fémeket, amelyek között keletkezett. Feltalált egy órát, mely a fény sarkításának szögével meghatározta a napszakot.
Egy forgó tükröt használt arra, hogy az elektromos sebesség első méréseit elvégezze egy dróton keresztül. A mérés eredményét csak nagy hibával sikerült meghatároznia, de ez megnyitotta az utat a fénysebesség későbbi, pontosabb méréséhez. Ezek a kísérletek az akusztika iránti korai érdeklődésével együtt arra késztették Wheatstone-t, hogy a távoli üzenetek lehetőségein gondolkodjon vezeték és elektromos áram felhasználásával.

### Sztereoszkóp

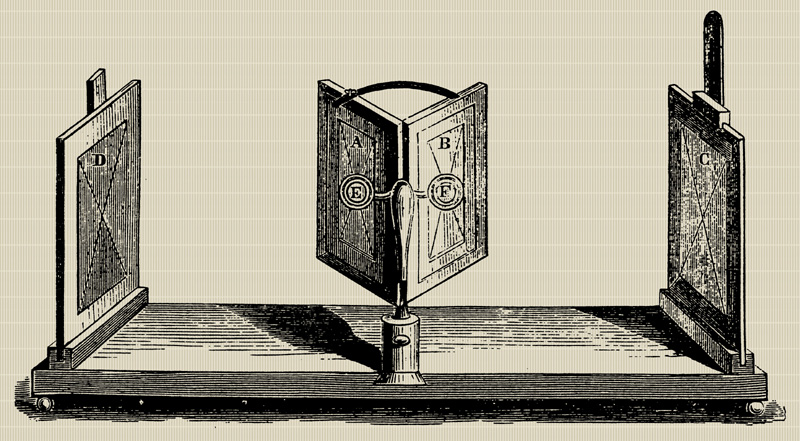
Wheatstone tükör sztereoszkópja

A sztereopszisról ő írt először: „Az elme egy háromdimenziós képet kap a tárgyról a retinákra érkező két eltérő kép vetültének segítségével". Észrevette, hogy mivel mindkét szem kissé eltérő horizontális helyzetből látja a világot, a szemekbe érkező kép eltér. Ő adott elsőként észlelési bizonyítékot arra, hogy két lapos képből létre lehet hozni a sztereoszkopikus mélység élénk élményét. Hogy ezt bemutassa, 1838-ban megépítette a tükörsztereoszkópot, mellyel festménypárokat nézve azok térbelinek látszottak. Megmutatta, hogy a képek vizuálisan kombinálhatók úgy, hogy mélységi és háromdimenziós illúziót hozzanak létre azáltal, hogy mindkét szembe külön juttatta be a képeket. A sztereoszkóp a viktoriánus korban a középosztálybeli otthonok nappali szobáinak olyan berendezése volt, mint manapság a televízió.

### Távíró

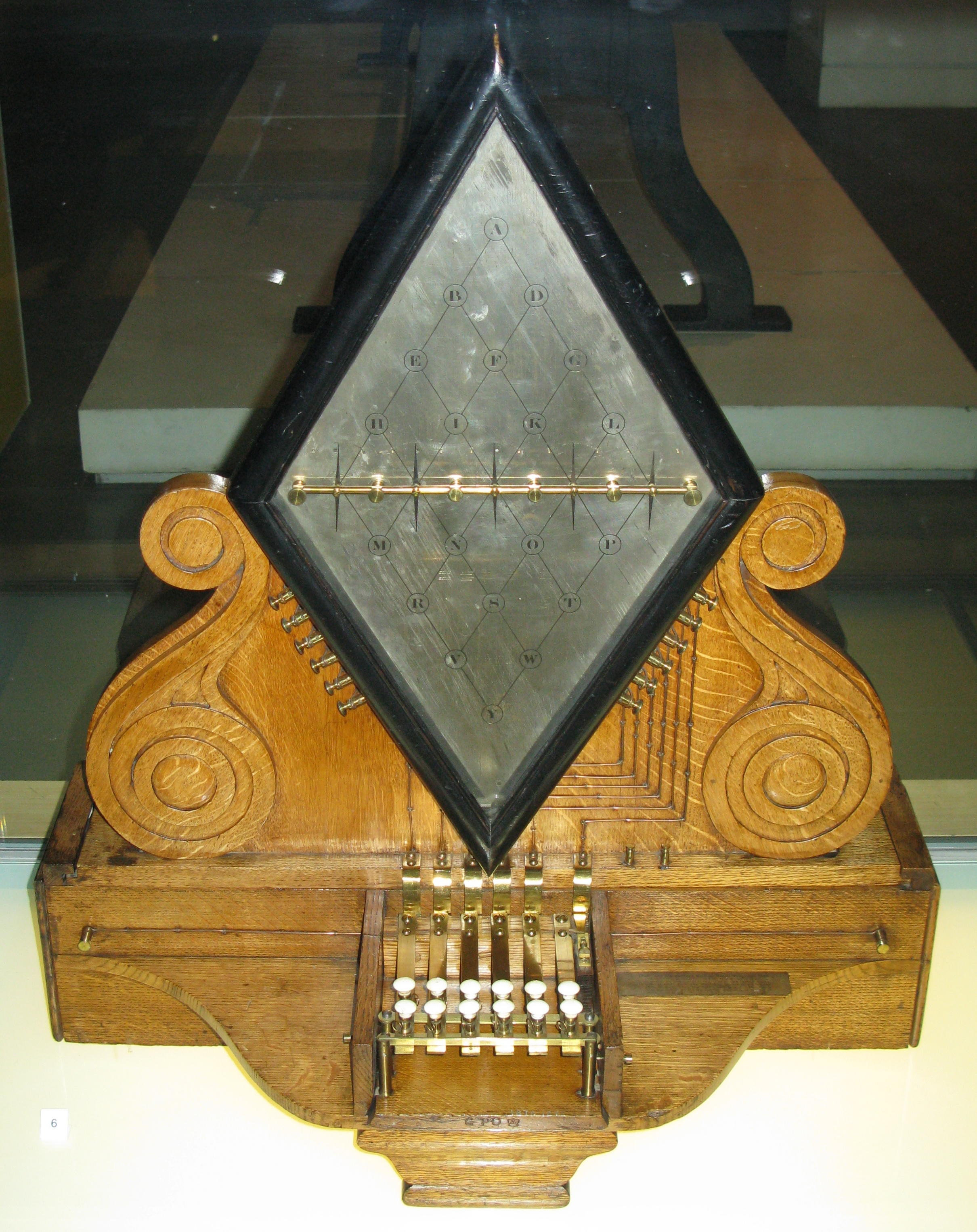
Cooke és Wheatstone elektromos távírója (1837)

Legfontosabb William Cooke-kal (1806–1879) közösen végzett munkája az elektromos távírókészülék kifejlesztése. Rombusz alakú függőleges jeltáblában öt jelzőtű volt, melyek metszéspontjában helyezkedtek el a betűk, így 20 betűt tudtak megjeleníteni. Huzalokhoz kapcsolt mutatói voltak, melyek a rácson elhelyezett betűkészletre irányultak. A mágnestűs távírót 1837-ben készítették el és szabadalmaztatták. Ő vezette be a lyukszalag használatát a távírásban, ami később a számítástechnikában kapott fontos szerepet. 1839-ben elektromágneses mutatólapos távírót szerkesztett, s a hosszú távíróvonalak mentén reléállomásokat létesített.

### Wheatstone-híd
Fontos hozzájárulásokat tett az elektromosság területén is. Javította a dinamó korai verzióit, felismerte Ohm törvényének gyakorlati fontosságát. 1840-ben ellenállás-sorozatot készített, majd népszerűsítette az elektromos ellenállás értékének mérésére szolgáló eszközt, melyet Samuel Hunter Christie (1784–1865) talált fel, de az Wheatstone-hídként vált ismertté. Ez egy olyan elektromos áramkör, melyben egy áramforrás négy áramköri elemet táplál. A galvánvezetésnek kétfelé ágazása, mely két ágat a hídnak nevezett összekapcsoló vezetés köti egybe. Az egész berendezés a vezetők ellenállásának meghatározására szolgál. A hidat egy kétoldalú állandó aktuális négyszögjelforrásból gerjesztik. Az áram a pontnál két részre szakad w1 és w2 ellenállással, melyek b pontnál w3 és w4 ellenállással találkoznak. A híd olyan négypólus, amelyben az áramköri elemek értékét úgy választjuk meg, hogy a kimeneti feszültség nulla legyen. Ezt nevezik a híd kiegyenlített állapotának. A Wheatstone-híd felhasználható elektromos ellenállás mérésre, mivel a szemben elhelyezkedő ellenállások szorzata megegyezik a másik két szemben lévő ellenállás szorzatával.
Pl.: ha R1 mellett R2, R4 helyezkedik el és vele szemben R3, akkor (R1 * R3) = (R2 * R4).
A hídban két ellentett irányú áram kering, melyek b-ben és c-ben elágaznak a w1 és w2-ből. Az áramelágazás törvényei szerint ez a két áram akkor egyenlő, azaz akkor áram nélküli a híddrót, ha w1: w2 = w3 = w4. Ha tehát pl. w1 = w3, akkor w4 = w2. Ha w2 helyett egy ellenállásmérőt, w4-ba a meghatározandó ellenállást beiktatjuk, ez utóbbit egy egyszeri mérésre, tehát függetlenül az áramforrásban esetleg előállított változásoktól kapjuk meg.

## Későbbi évei
1847. február 12-én Marylebone-ban megnősült. Felesége Emma West, egy tauntoni kereskedő lánya volt. 1866-ban meghalt, öt kisgyereket hátra hagyva férjére. Wheatstone családi élete csendes és eseménytelen volt.
1836-tól a Királyi Társaság tagja volt, és 1859-ben megválasztották a Royal Swedish Academy of Sciences külföldi tagjának. 1864-ben a londoni Royal Society, 1873-ban a párizsi Természettudományi Akadémia választotta tagjául. Az oxfordi és cambridge-i egyetem tiszteletbeli doktorává avatta. Wheatstone-t az automatikus távíró befejezése után a királynő 1868-ban lovaggá ütötte. Harmincnégy kitüntetése és diplomái tanúskodnak tudományos hírnevéről.
1875 őszén, Párizsban tett látogatásán, mialatt távíróját népszerűsítette, megfázott, tüdőgyulladást kapott, és 1875. október 19-én meghalt. Tiszteletére misét tartottak a párizsi Anglican Chapel-ben, melyen a Francia Akadémia küldöttsége is megjelent. Maradványait az otthonába vitték Park Crescent-be, Londonba, ahol ma egy kék emléktábla található. A Kensal Green Cemetery-ben helyezték örök nyugalomra.

## Fordítás
- Ez a szócikk részben vagy egészben  a   Charles Wheatstone című angol Wikipédia-szócikk fordításán alapul.  Az eredeti cikk szerkesztőit annak laptörténete sorolja fel. Ez a jelzés csupán a megfogalmazás eredetét és a szerzői jogokat jelzi, nem szolgál a cikkben szereplő információk forrásmegjelöléseként.